# هافورسی
هافورسی (به لاتین: Hafursey) یک کوه و تک‌صخره در ایسلند است که در  Vestur-Skaftafellssýsla  واقع شده‌است.